# Pinguicula lutea
Pinguicula lutea är en tätörtsväxtart som beskrevs av Thomas Walter. Pinguicula lutea ingår i släktet tätörter, och familjen tätörtsväxter. Inga underarter finns listade i Catalogue of Life.

## Bildgalleri

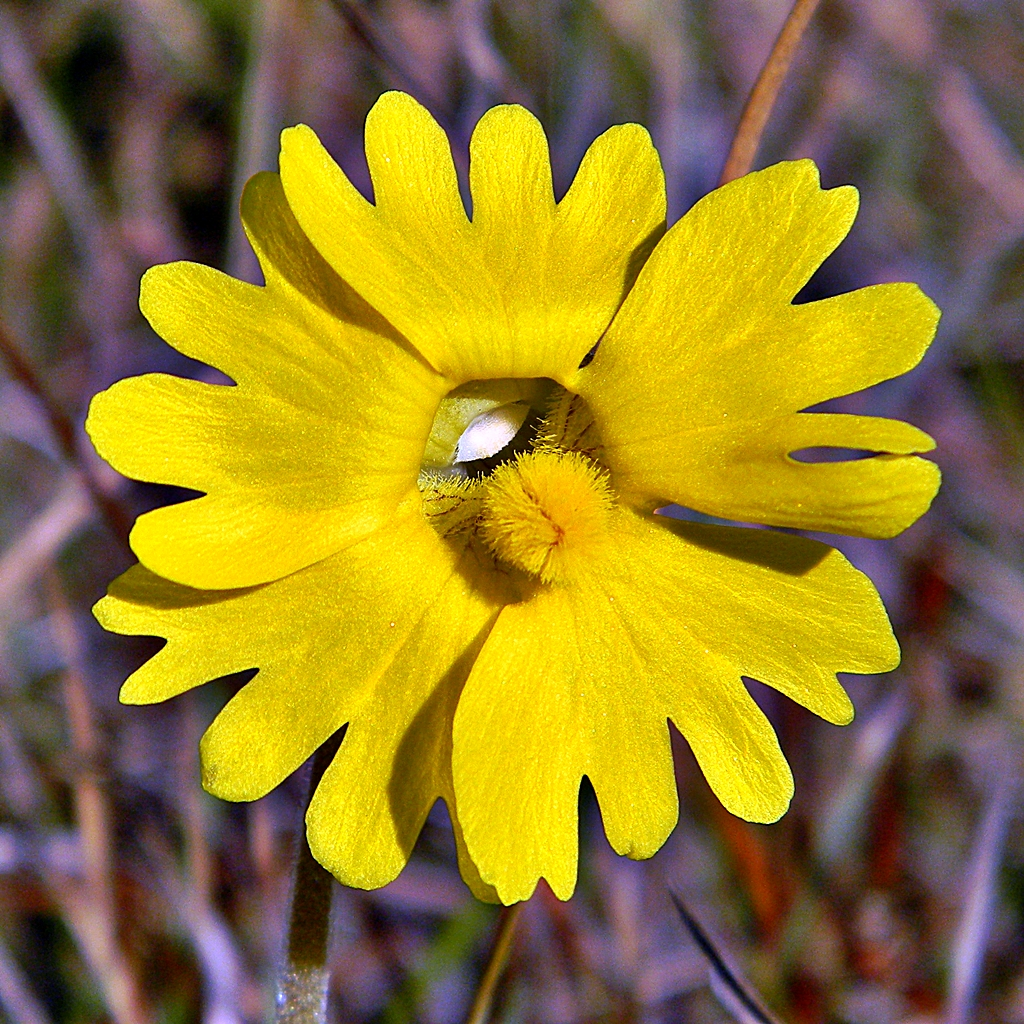
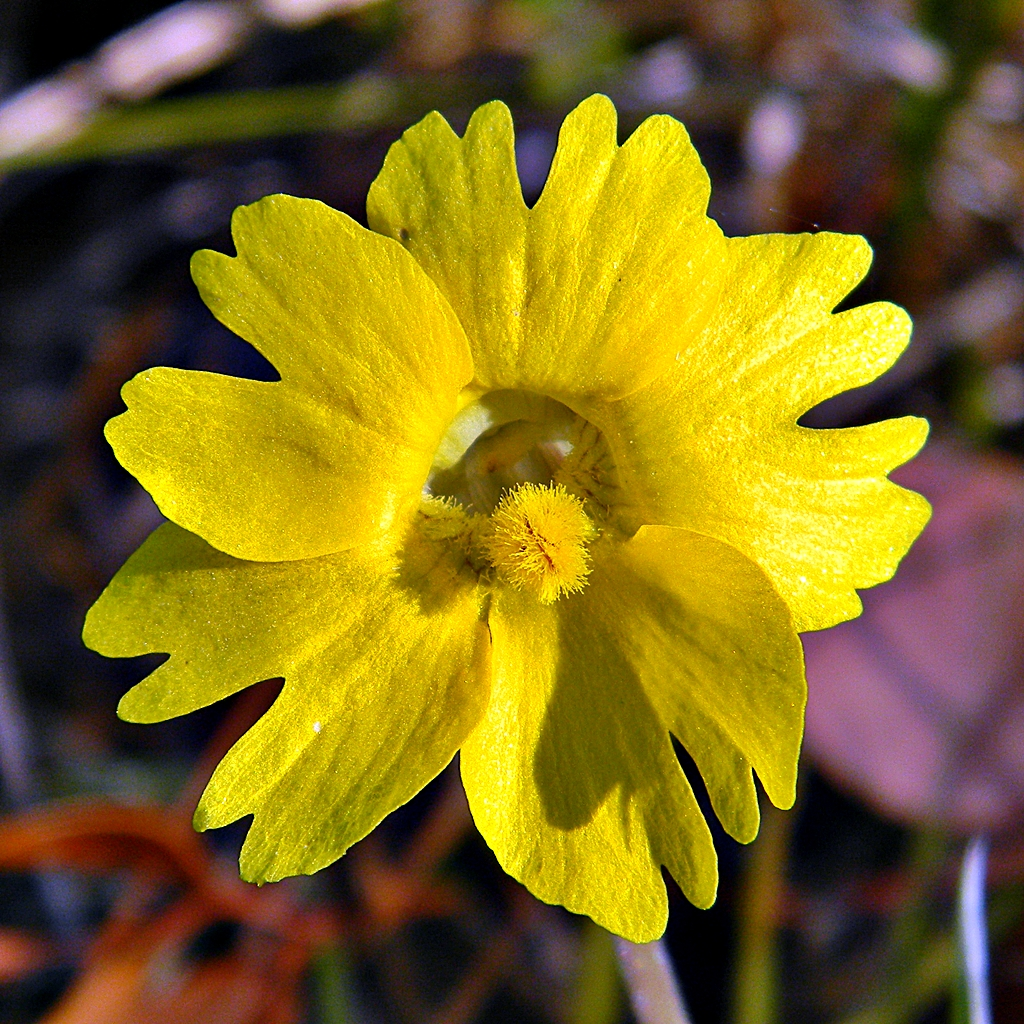
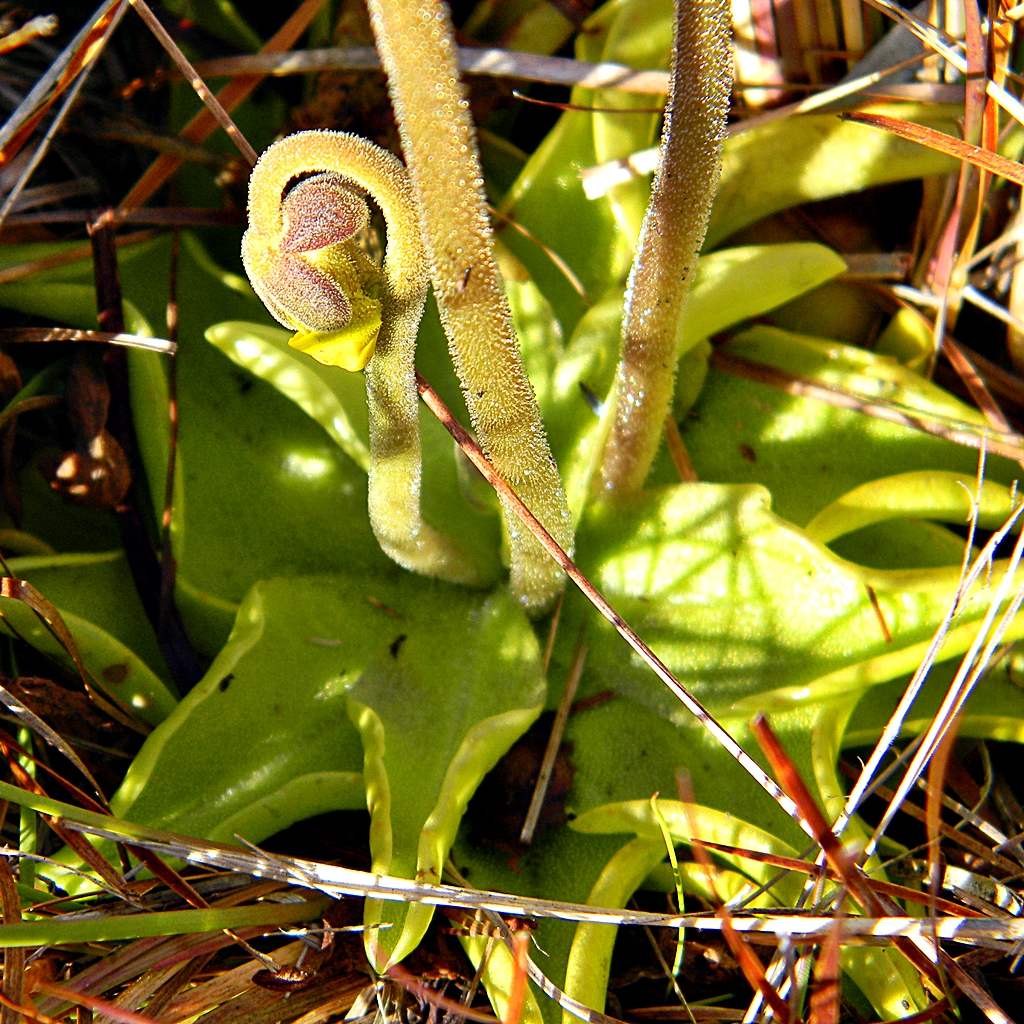